# Trg Hrvatskog sokola (Bjelovar)
Trg Hrvatskog sokola je trg u centru grada Bjelovara. Na trgu se nalazi zgrada Hrvatskog sokola, to jest Sokolana i staro rukometno igralište "Partizanovo".
Na adresi Trgu Hrvatskog sokola 11 na pročelju kuće u kojoj je Josip Juraj Strossmayer prespavao nakon događaja Bjelovarske afere postavljena je spomen-ploča.
Trg je trapezoidnog oblika te ga omeđuju ulice bana Josipa Jelačića, Krste Špoljara, 108. puka i Josipa Jurja Strossmayera.

## Povijest

### Nastanak
Prostor današnjeg trga Hrvatskog sokola nastao je nedaleko od nekadašnjeg toka Mlinarskog kanala te su se na istočnom dijelu današnjeg trga nalazi mlinovi.

Godine 1867. planom je utemeljena izgradnja malog trapezoidnog trga za vojne potrebe pod nazivom Parade Platz. Nedugo nakon izgradnje trga ime mu se mijenja u Banski trg, te se je oko 1893. godine na trgu nalazila manja vojarna.

### Bjelovarska afera
Dana 12. rujna 1888. godine u Bjelovaru nakon susreta između austrijskog cara Franje Josipa I. i hrvatskog biskupa Josipa Jurja Strossmayera, biskup je bio u lošim odnosima s carem te je imao problem naći smještaj u Bjelovaru, jer su se građani bojali da bi se zamjerili caru pružajući smještaj Strossmayeru. Članovi Narodne stranke iz Bjelovara, kojoj je biskup pripadao, a ranije bio i njen predsjednik, zamolili su Dragutina Laksara da kod njega odsjedne biskup na što je i pristao. Na kući u kojoj je prespavao se danas nalazi spomen-ploča.

### Izgradnja Sokolskog doma
Iako je Hrvatski sokol djelovao u Bjelovaru od 1884. godine, u Bjelovaru nije bilo uspostavljenog sportskog centra te nakon inicijacije Hrvatskog sokola za izgradnju svog vlastitog Sokolskog doma te je izgradnja počela 8. srpnja 1911. godine. Zgradu su finacirali društvo i grad Bjelovar, te ju je projektirao zagrebački arhitekt Dionis Sunko.
Dolaskom novih vlasti iz Kraljevine Jugoslavije ime trga se mijenja u Sokolski trg, ali 1929. godine dolazi do ukinuća svih sokolskih društava s nacionalnim obilježjima.

### Poslje ratno razdoblje i danas
Nakon završetka Drugog svjetskog rata trg mijenja ime u Trg Republike te 1955. godine se na trgu izgrađuje rukometno igralište za novoosnivani ORK Partizan. Igralište je koristio klub od početka svoga postojanja do izgradnje Dvorane europskih prvaka. Nakon 1991. godine trg nosi ime Trg Hrvatskog sokola. 
Godine 2013. ispod rukometno igrališta je započeta izgradnja podzemnog parkirališta koje je i otvoreno 2014. godine